# Université argentine de la empresa
UADE est une université argentine privée, fondée en 1957, et située à Buenos Aires.
UADE est l'acronyme de Universidad Argentina de la Empresa.
L'enseignement est réparti en 4 facultés :
- Sciences économiques
- Sciences juridiques et sociales
- Communication et design
- Ingénierie et sciences exactes

## UADE Business School
L'UADE Business School a été fondée en 2003.
Elle est accréditée par l'Association of Collegiate Business Schools and Programs (ACBSP).